# 蓮花生
蓮花生（梵文： Padmasambhava；藏語：པདྨ་འབྱུང་གནས།，威利转写：pad+ma-'byung-gnas (EWTS)，藏语拼音：Bämajungnä，生卒年不詳），或譯蓮華生，後世弟子及信徒尊稱為蓮師或古魯仁波切（藏語：གུ་རུ་རིན་པོ་ཆེ།，威利转写：gu ru rin po che，藏语拼音：Kuru Rinboqê）。八世紀印度那爛陀寺僧人及雲遊僧，應寂護論師與藏王赤松德赞禮請入藏創立僧團，為藏傳佛教之開山祖師，且為寧瑪派的皈依境主尊。所帶入的密法稱為前譯派。由於後世弟子的崇敬，增添了許多神奇色彩，也被稱為第二佛陀。
首位將藏密傳入漢地的寧瑪派教傳三十二代祖師諾那呼圖克圖謂蓮花生大士是彌陀身、觀音口、釋迦心，合諸佛菩薩身口意之三密金剛應化身。
事實上，為了開示密乘與大圓滿的教法，於不可說劫以前，十方三世諸佛共同念誦七句祈請文，藉由共同念誦蓮師七句祈請文的殊勝因緣，諸佛的加持凝聚在一起，化現成蓮花生大士。因此，無量劫中，每一劫裡都會出現許多化身佛示現人間。而在每一尊佛示現人間的時候，蓮花生大士會同時示現，對不共的弟子們講述密乘教法。

## 生平
蓮花生大士，乌仗那国（即今之巴基斯坦斯瓦特）人，著名佛教高僧。
後由西天竺烏仗那國的國王因陀羅菩提在一處名為郭嘯海的水中蓮花發現其出生，抱歸扶養立為太子，繼而成為該國國王。後感金剛薩埵於虛空中現身告知曰：「汝乃教主，實非政王」乃遜位出家，師事阿難尊者，受修釋迦牟尼佛預囑傳付顯密之法。歷事諸師，精通五明、天文、堪輿諸學。並得禪定，受無上密五部心傳大法。
按照其傳記，蓮師應藏王赤松德贊與寂護邀請，约于750年由印度启程前往西藏弘法，以神通戰勝了當地原生的鬼神與苯教的巫師，創立了最早的藏地寺廟——桑耶寺。使藏民得以改宗正統佛教。并剃度巴·赛囊等七人出家。由于这七人是西藏历史上最早出家为喇嘛的人，史称預试七人。為了紀念西藏佛教的創立，與寂護、赤松德赞，合称师君三尊。他在西藏傳教成功之後便繼續雲遊四方，不知所終。《巴協》是記載蓮花生入藏的最早歷史文獻之一，為後世《布頓佛教史》、《賢者喜宴》、《西藏王統記》、《西藏王臣記》等等眾多史書引用。
相傳他居住在烏金剎土中。他曾经到不丹帕罗传教，建虎穴寺。其足跡遍及巴基斯坦至不丹一帶。

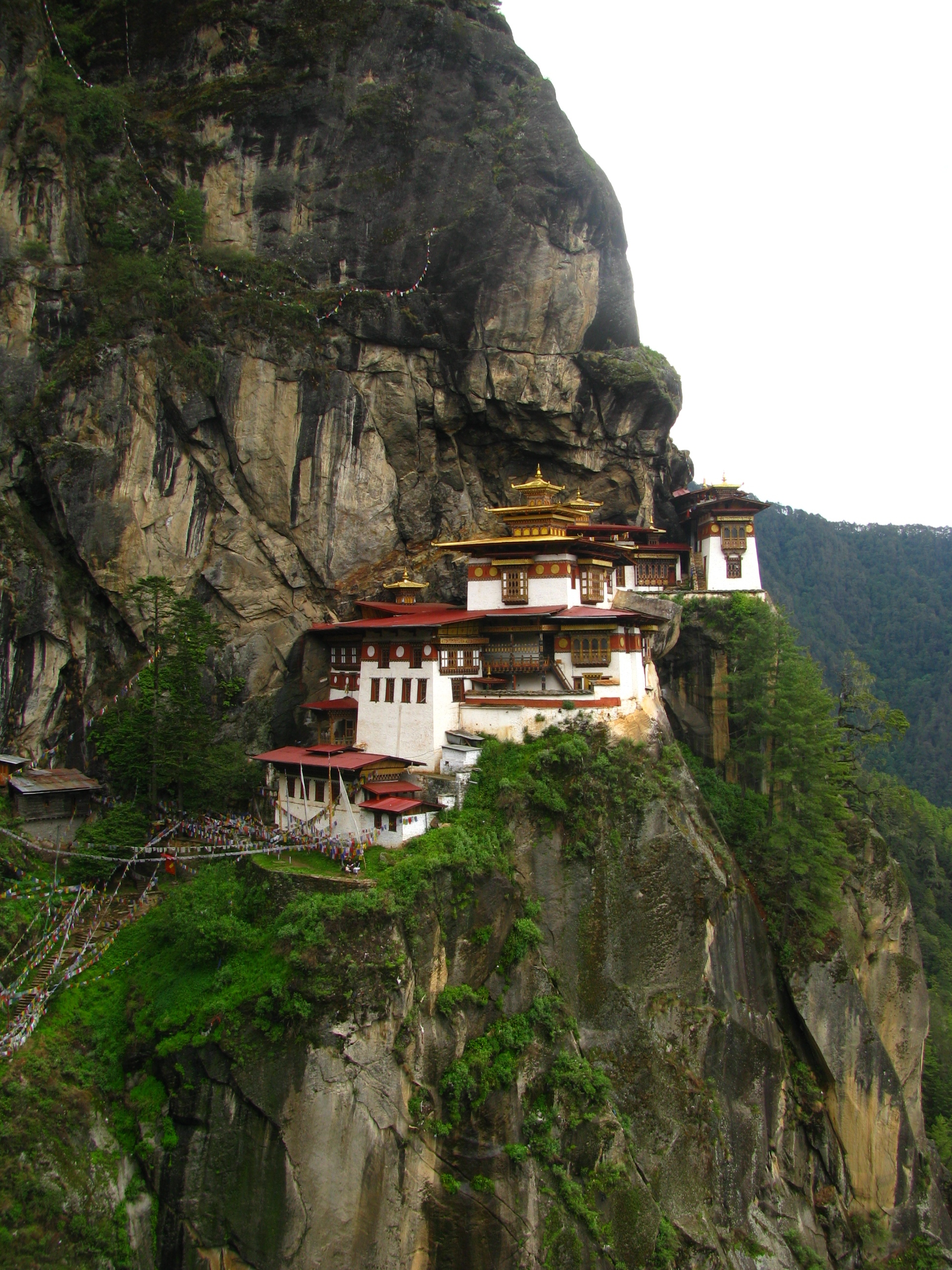
不丹塔克桑寺

### 聖者誕生日
據《蓮花生傳》所載，蓮花生大士的聖誕日為藏历六月初十，而諾那呼圖克圖將藏密傳至漢地後，因藏曆與漢地慣用的夏曆相差約一個月，故而在漢地則將蓮花生大士聖誕日定為夏曆七月初十。

## 傳奇事跡
按照其傳記，蓮師於湖中蓮花之上被國王因札菩提發現並認養成王子，後被國王罷黜進入森林修行，其後獲得許多的神通成就(悉地)。蓮師的生平事跡以莲师八变的方式呈現。第五世達賴喇嘛在禪定中挖掘了《具淨相印》的伏藏。並且制定了蓮師八相的灌頂儀軌，他們分別是
- 海生金刚上师（Guru Orgyen Dorje Chang）（图片） （页面存档备份，存于）
- 释迦狮子上师（Guru Shakya Sengeyi）（图片） （页面存档备份，存于）
- 莲花王上师（Guru Pema Gyalpo）（图片） （页面存档备份，存于）
- 莲花生上师（Guru Padmasambhava）（图片） （页面存档备份，存于）
- 爱慧上师（Guru Loden Chokse）（图片） （页面存档备份，存于）
- 日光上师（Guru Nyima Oser）（图片） （页面存档备份，存于）
- 忿怒金刚上师（Guru Dorje Drolo）（图片） （页面存档备份，存于）
- 狮子吼声上师（Guru Senge Dradog）（图片） （页面存档备份，存于）

藏傳佛教中念誦金剛七句祈請文，和蓮師心咒來紀念蓮花生大士。並在每月的初十舉行薈供法會來紀念蓮師。

## 伏藏
蓮花生大士是佛教偉大的成就者之一，被稱為第二佛陀，應寂護論師與吐蕃贊普赤松德贊迎請入藏弘法，創設僧團，建立了西藏第一座佛、法、僧三寶齊全的佛教寺院—桑耶寺，為藏傳佛教的奠基者。相傳他曾預言西藏佛法將遭逢滅亡危機，所以在離開西藏前，埋藏許多經典以便後世具緣弟子修習使用，被稱為伏藏。伏藏在藏文有「珍寶」和「值得保存」的含義，伏藏不限於經典，有可能是佛像、法器或甘露丸等，藏傳佛教各宗派都有，其中寧瑪派特別重視，其中《西藏度亡經》是廣為人知的伏藏經典。

## 蓮花生大師心咒

梵文蘭札體及藏文譯音蓮師心咒，又稱金剛上師咒

在藏地，出家及在家佛弟子經常念誦蓮花生大士的心咒，功力神奇、不可思議。
此咒語是否屬於「普傳」，有所爭議，最好透過阿闍黎灌頂傳承，否則依照漢傳佛教的俗例，應該先誦念《大輪金剛陀羅尼》二十一次跟《三昧耶戒真言》「嗡三昧耶薩埵萬」七次或十四次。《大輪金剛陀羅尼》誦念完成之後，視同灌頂完成，日後即不必再誦；《三昧耶戒真言》非常簡短，則在無壇城時可加誦。

梵文藏文字母转写 
梵文IAST转写：oṃ āḥ hūṃ wajra guru padma siddhi hūṃ 
藏音一：嗡啊吽，班渣，咕嚕，貝瑪，悉地，吽！（標準漢語）
音二：嗡啊吽，班渣，格熱，班瑪，色德，吽！（標準漢語）
梵音：嗡啊吽，瓦及拉，古汝，佩得瑪，悉得地， 吽！（標準漢語）
字譯：唵啞吽，金剛，上師，蓮花，悉地，吽！
句譯：中央毘盧遮那佛、西方無量壽佛、東方阿閦如來等三世佛，金剛上師蓮華生大士，願能讓我有所成就！

## 二十五弟子
蓮師的二十五弟子(王臣二十五尊)：蓮師在西藏的二十五位上首弟子，又名「西藏王臣伴二十五法脈」。
- 藏王 赤松德贊 (藏語：ཁྲི་སྲོང་ལྡེ་བཙན，威利转写：khri srong lde btsan)
- 丹瑪澤芒Denma Tsémang  (藏語：ལྡན་མ་རྩེ་མང，威利转写：ldan ma rtse mang)
- 多傑杜炯Dorje Dudjom of Nanam  (藏語：རྡོ་རྗེ་བདུད་འཇོམ，威利转写：rdo rje bdud 'joms)
- 祁瓊洛嚓Khyechung Lotsawa  (藏語：ཁྱེའུ་ཆུང་ལོ་ཙཱ་བ，威利转写：khye'u chung lo tsā ba)
- 嘉哇卻揚Gyalwa Changchub of Lasum  (藏語：ལ་སུམ་རྒྱལ་བ་བྱང་ཆུབ，威利转写：la sum rgyal ba byang chub)
- 拉松•嘉哇強秋Gyalwa Choyang  (藏語：རྒྱལ་བ་མཆོག་དབྱངས，威利转写：rgyal ba mchog dbyangs)
- 椎•嘉威羅珠Gyalwe Lodro of Dré (藏語：རྒྱལ་བའི་བློ་གྲོས，威利转写：rgyal ba'i blo gros)
- 真巴南喀Jnanakumara of Nyak  (藏語：གཉགས་ཛཉའ་ན་ཀུ་མ་ར，威利转写：gnyags dzny' na ku ma ra)
- 噶瓦拜则  (藏語：སྐ་བ་དཔལ་བརྩེགས།，藏语拼音：Gawa Bäzêg)
- 空行母 伊喜措嘉, Khandro Yeshe Tsogyal,the princess of Karchen  (藏語：མཁར་ཆེན་བཟའ་མཚོ་རྒྱལ，威利转写：mkhar chen bza' mtsho rgyal)她是赤松德赞妃子。
- 朗卓•貢卻炯乃Konchog Jungné of Langdro  (藏語：ལང་གྲོ་དཀོན་མཆོག་འབྱུང་གནས，威利转写：lang gro dkon mchog 'byung gnas)
- 殊普•華給森格Lhapal the Sokpo  (藏語：སོག་པོ་ལྷ་དཔལ，威利转写：sog po lha dpal)
- 南喀寧波Nkhai Nyingpo  (藏語：ནམ་མཁའི་སྙིང་པོ，威利转写：nam mkha'i snying po)
- 尚•益西德Zhang Yeshe De  (藏語：ཞང་ཡེ་ཤེས་སྡེ，威利转写：zhang ye shes sde)
- 拉壠貝吉多吉, Palgyi Dorje of Lhalung  (藏語：ལྷ་ལུང་དཔལ་གྱི་རྡོ་རྗེ，威利转写：lha lung dpal gyi rdo rje)
- 華給森格Palgyi Senge  (藏語：དཔལ་གྱི་སེང་གེ，威利转写：dpal gyi seng ge)
- 華給旺秋Palgyi Wangchuk  (藏語：དཔལ་གྱི་དབང་ཕྱུག，威利转写：dpal gyi dbang phyug)
- 歐真華給旺秋Palgyi Wangchuk of Odren  (藏語：འོ་དྲན་དཔལ་གྱི་དབང་ཕྱུག，威利转写：'o dran dpal gyi dbang phyug)
- 華給益西Palgyi Yeshe  (藏語：དཔལ་གྱི་ཡེ་ཤེས，威利转写：dpal gyi ye shes)
- 瑪•仁欽卻Rinchen Chok of Ma  (藏語：རྨ་རིན་ཆེན་མཆོག，威利转写：rma rin chen mchog)
- 努欽•桑吉益西Sangye Yeshe  (藏語：སངས་རྒྱས་ཡེ་ཤེས，威利转写：sangs rgyas ye shes)
- 索波拉華Shubu Palgyi Senge  (藏語：ཤུད་བུ་དཔལ་གྱི་སེང་གེ，威利转写：shud bu dpal gyi seng ge)
- 白若雜納大译师, Vairotsana, the great translator  (藏語：བཻ་རོ་ཙ་ན，威利转写：bai ro tsa na)
- 益西揚Yeshe Yang  (藏語：ཡེ་ཤེས་དབྱངས，威利转写：ye shes dbyangs)
- 玉扎宁波, Yudra Nyingpo of Gyalmo  (藏語：ག་ཡུ་སྒྲ་སྙིང་པོ，威利转写：g.yu sgra snying po)

## 其他弟子
- 無垢友 ,Vimalamitra (藏語：དྲུ་མེད་བཤེས་གཉེན，威利转写：dru med bshes gnyen)
- 酿•定增桑波Tingdzin Zangpo  (藏語：ཏིང་འཛིན་བཟང་པོ，威利转写：ting 'dzin bzang po)
- 空行母曼達拉娃 , Mandarava (藏語：མནྡཱ་ར་བཱ་，威利转写：ma da ra ba me tog)

## 其他化身
蓮花生大師除了八種變化之身，還有其他不同的化身，比如：
- 語獅子蓮師(瑪威森給蓮師)：這是由伏藏大師秋吉林巴發掘的伏藏法之一，蓮師化現如同文殊師利菩薩的大班智達形象，主要消除眾生的愚痴與邪見。在本質上來說，語獅子蓮師與文殊師利菩薩沒有差別。
- 鄔金藥師如來：亦稱"藥師蓮師"，蓮師化現如同藥師佛的形象，主要消除眾生的病苦。在本質上來說，鄔金藥師如來與藥師如來沒有差別。
- 財神蓮師
- 忿怒蓮師金剛鎧甲
- 忿怒蓮師火燄利仞
- 忿怒蓮師智慧烈燄
- 普巴忿怒蓮師
- 秘密威攝蓮師：由十六世大寶法王的上師巴麥欽哲普賢度眾洲所取出之伏藏法
- 忿怒蓮師馬鵬熾燃
- 九頭忿怒蓮師：由北岩藏所傳承

## 來源說明
1. ↑  . 喇嘛網.   [2020-07-13]. （原始内容存档于2020-10-29）.
2. ↑  《蓮花生大士應化因緣經》，諾那呼圖克圖傳
3. ↑  Sam van Schaik; Kazushi Iwao. . Journal of the American Oriental Society (American Oriental Society). Jul.-Sep., 2008, 128 (3): 477–487  [2017-07-05]. （原始内容存档于2021-08-07）.
4. ↑  Rob Mayer. . 2011-05-06  [2017-07-05]. （原始内容存档于2020-10-22）.
5. ↑  蓮師傳：蓮花生大士的生平故事 作者：依嘉‧措嘉 橡樹林出版 ISBN 9789867884961
6. ↑  舊譯寧瑪派伏藏教法源流 作者：祖古東杜仁 譯者：丹增卓津漢 盤譯出版ISBN 9789668413610
7. ↑  西藏度亡經：面對生死 作者：伊凡 曼尼文化出版 ISBN 9789866928116

## 外部連結
- New World Encyclopedia, Padmasambhava （页面存档备份，存于）

template:Indian Philosophy